# Clearing (Sozialpädagogik)
In der Sozialpädagogik ist Clearing ein Verfahren zur Beratung und Lösungsfindung für Klienten, vor allem in der Kinder- und Jugendhilfe.

## Ablauf des Clearings
Beim Clearing wird in wiederholten Gesprächen über einen Zeitraum von meist einigen Monaten unter anderem versucht:
- die Situation einer Familie zu klären
- den Hilfebedarf zu erfassen
- Ressourcen zu ermitteln

um so realisierbare Vorschläge für geeignete Hilfen zu finden
.